# Liste der Kulturgüter in Magden
Die Liste der Kulturgüter in Magden enthält alle Objekte in der Gemeinde Magden im Kanton Aargau, die gemäss der Haager Konvention zum Schutz von Kulturgut bei bewaffneten Konflikten, dem Bundesgesetz vom 20. Juni 2014 über den Schutz der Kulturgüter bei bewaffneten Konflikten sowie der Verordnung vom 29. Oktober 2014 über den Schutz der Kulturgüter bei bewaffneten Konflikten unter Schutz stehen.
Objekte der Kategorien A und B sind vollständig in der Liste enthalten, Objekte der Kategorie C fehlen zurzeit (Stand: 1. Januar 2023). Unter übrige Baudenkmäler sind weitere geschützte Objekte zu finden, die in der Bau- und Nutzungsordnung der Gemeinde verzeichnet und nicht bereits in der Liste der Kulturgüter enthalten sind.

## Kulturgüter
| Foto |                                                                                                   | Objekt                                                                 | Kat. | Typ | Standort                                      | Beschreibung |
| ---- | ------------------------------------------------------------------------------------------------- | ---------------------------------------------------------------------- | ---- | --- | --------------------------------------------- | --- |
| BW   | Datei hochladen · Wikidata zu Strick, paläolithische / neolithische Siedlungen (Q19362352)        | Strick KGS-Nr.: 09539                                                  | A    | F   | 629201 / 264852                               | Fundplatz von altsteinzeitlichen Steinwerkzeugen (vor ca. 100'000 Jahren) sowie von jungsteinzeitlichen Steinwerkzeugen für Holzbearbeitung und Getreidebau (vor ca. 6'000 Jahren). |
| ja   | Datei hochladen · Wikidata zu Christkatholische Kirche mit Pfarrhaus und Pfarrscheune (Q29576618) | Christkatholische Kirche mit Pfarrhaus und Pfarrscheune KGS-Nr.: 00167 | B    | G   | Kirchweg 17, 17.2, 17.3, 17.4 628036 / 264534 | 1036 erstmals erwähntes Kirche mit Turm von 1370, spätgotisch-frühbarockes Kirchenschiff und Chor 1619/20 neu erbaut. Die in den 1760er Jahren geschaffenen Altäre im Rokoko-Stil stammen aus der Werkstatt des renommierten Altarbauers Matthias Faller. Nebenan steht das 1740 im Auftrag des Stifts Olsberg erbaute Pfarrhaus, ein wuchtiger zweigeschossiger Mauerbau mit steil aufragendem Walmdach und fünfachsiger Hauptfassade. Ebenfalls zum Ensemble gehört die um 1760 erbaute Pfarrscheune (1969 zu einem öffentlichen Mehrzweckgebäude umgebaut), mit gemauertem Baukörper unter steilem Giebeldach. |
| ja   | Datei hochladen · Wikidata zu Pächterhaus (Q29576623)                                             | Pächterhaus KGS-Nr.: 15562                                             | B    | G   | Iglingerhof 236 628983 / 262221               | Um 1820 errichtetes bäuerliches Wohnhaus, seit 1918 im Besitz der Christoph Merian Stiftung. Straff gegliederter Giebeldachbau mit fünfachsiger Vorderfront. Talseitig ein Keller mit Tonnengewölbe. |
| ja   | Datei hochladen · Wikidata zu Wohnhaus (1604) (Q29580036)                                         | Wohnhaus KGS-Nr.: 15563                                                | B    | G   | Wintersingerstrasse 21 628281 / 263851        | Im Jahr 1604 erbautes bäuerliches Wohnhaus, vermutlich als Zehnthaus des Stifts Olsberg genutzt. Dreigeschossiger Mauerbau unter steil ansteigendem, giebelbündigem Knickdach. |
| ja   | Datei hochladen · Wikidata zu St. Nikolauskapelle (Q29580030)                                     | St. Nikolauskapelle KGS-Nr.: 15564                                     | B    | G   | Iglingerhof 234.2 628888 / 262229             | 1360 erstmals erwähnte Kapelle, von 1507 bis 1509 als Teil eines heute nicht mehr existierenden kleinen Klosters neu erbaut. Spätgotischer Bau mit Rundbogenportal, Giebeldach und Dachreiter. |

## Übrige Baudenkmäler
| ID   | Foto |                 | Objekt                                      | Typ | Standort                                          | Beschreibung |
| ---- | ---- | --------------- | ------------------------------------------- | --- | ------------------------------------------------- | ------------ |
| 5    | ja   | Datei hochladen | Madonnenfresko                              | K   | Maiengässli 3 628240 / 264048                     |              |
| 910  | BW   | Datei hochladen | Hirschen-Scheune                            | G   | Hirschenweg 1 628327 / 264115                     |              |
| 911  | ja   | Datei hochladen | Ehemaliges Gasthaus Hirschen                | G   | Hirschenweg 9 628315 / 264144                     |              |
| 927A | ja   | Datei hochladen | Missionskreuz Friedhof 1776                 | K   | Kirchweg / Friedhof 628018 / 264524               |              |
| 927B | BW   | Datei hochladen | Wegkreuz 1863                               | K   | Juchstrasse 628148 / 271206                       |              |
| 927C | ja   | Datei hochladen | Wegkreuz Kreuzweg 1623                      | K   | Kreuzweg 628372 / 263422                          |              |
| 928A | BW   | Datei hochladen | Sodbrunnen bei der Hirschen-Scheune         | K   | Hirschenweg 628267 / 264132                       |              |
| 928B | ja   | Datei hochladen | Oberdorfbrunnen                             | K   | Wintersingerstrasse 628264 / 263837               |              |
| 928C | BW   | Datei hochladen | Adlerbrunnen                                | K   | Dornhofstrasse / Schlossgasse 628211 / 263876     |              |
| 928D | ja   | Datei hochladen | Magdalenabrunnen                            | K   | Sonnenplatz 628339 / 264035                       |              |
| 928E | ja   | Datei hochladen | Kreuzbrunnen                                | K   | Hauptstrasse / Schulstrasse 628257 / 264117       |              |
| 928F | ja   | Datei hochladen | Brunnen Alti Gass                           | K   | Hauptstrasse / Olsbergerstrasse 627980 / 264278   |              |
| 928G | BW   | Datei hochladen | Unterdorfbrunnen                            | K   | Hauptstrasse / Juchstrasse 627887 / 264438        |              |
| 928H | BW   | Datei hochladen | Brunnen Iglingerhof bei der Nikolauskapelle | K   | Iglingen, bei der Nikolauskapelle 628896 / 262216 |              |
| 928I | BW   | Datei hochladen | Brunnen Iglingerhof beim "Pächterhaus"      | K   | Iglingen, beim "Pächterhaus" 628962 / 262224      |              |

Legende: Siehe Legende der Liste der Kulturgüter von nationaler und regionaler Bedeutung. Anstelle der KGS-Nummer wird als Objekt-Identifikator (ID) die Inventar- oder Gebäudenummer in der Bau- und Nutzungsordnung der Gemeinde verwendet.